# Milionia witleyensis
Milionia witleyensis là một loài bướm đêm trong họ Geometridae.